# Lokomotiva 183
Lokomotiva řady 183 (dle starého označení E 669.3) je stejnosměrná elektrická lokomotiva určená pro těžkou nákladní vozbu. Tato řada vychází z lokomotiv řady 182, oproti kterým jsou provedeny jen drobné úpravy. Stroje řady 183 byly vyrobeny podnikem Škoda Plzeň jako jednorázová série pod továrním označením Škoda 61E.

## Historie
Lokomotivy byly z výroby dodávány především na Slovensko, pouze 8 strojů bylo dodáno do LD Olomouc. Už od konce 70. let je ale celá řada soustředěna ve slovenských depech. Stroj 183.044, navazující na původní číselnou sérii, vznikl přeznačením stroje 182.063 při velkém rušení řady 182 na Slovensku na přelomu let 2005/2006. Tento stroj měl být již dříve sešrotován, ŽOS Vrútky jej však namísto toho opravily a prostřednictvím ZOS Zvolen měl být prodán dopravci OKD, Doprava. Při převozu jej však ŽSR pro porušení smlouvy o prodeji zabavily.

## Provoz
Po mnoho let jsou lokomotivy této řady u ZSCS dislokovány ve všech depech se stejnosměrným provozem. V současnosti je nejvíce lokomotiv deponováno v Žilině, kde jsou taktéž prováděny jejich velké opravy. Jejich hlavní prací jsou postrky těžkých nákladních vlaků vedených řadou 131 na sklonově náročných tratích Košice–Žilina (mezi stanicemi Margecany a Liptovský Mikuláš) a Košice–Čop (úsek Kuzmice–Ruskov), vozí ale i různé kratší vlaky na obou jmenovaných tratích nebo zajíždí např. do Trebišova, Prešova, v ČR i do Ostravy a dalších lokalit. Stroje depa Čierna nad Tisou jsou používány k dopravě vlaků do ukrajinského Čopu. V lokomotivním parku ZSCS se stále jedná o nenahraditelnou řadu, a tak se s nimi i nadále počítá. Kvůli úbytku výkonů bylo několik lokomotiv odstaveno, ale později byly přistaveny do dílen a po opravě pronajaty soukromým dopravcům v Polsku. Od roku 2014 má lokomotivu 183.005 dlouhodobě pronajatu firma PKP Cargo International.